# Jean-Marie Arnaudiès
Pour les articles homonymes, voir Arnaudiès.
Jean-Marie Arnaudiès, né en 1941, est un mathématicien et professeur français de mathématiques, connu pour ses nombreux ouvrages de mathématiques et pour avoir été entendu dans l'affaire de l'explosion de l'usine AZF de Toulouse.

## Carrière
Il est reçu à l'ENS Ulm en 1961 et obtient l'agrégation en 1964. Il est l'élève de Laurent Schwartz. Il enseigne en classes préparatoires au lycée Kléber de Strasbourg et au lycée Pierre-de-Fermat de Toulouse, ainsi qu'à l'université Paris VI (Jussieu).

## Publications
Dans les années 1970, il publie avec Jacqueline Lelong-Ferrand une série d'ouvrages qui couvrent le programme de mathématiques des deux premières années d'études universitaires (éditions Dunod). Il a également rédigé plusieurs articles de recherche.
En 2013, il publie son premier livre « grand public », Crédits Méfiez-Vous ! un peu de maths pour comprendre le crédit et en éviter les pièges (Ellipses).

## Explosion de l'usine AZF de Toulouse
Le 21 septembre 2001, à la suite de l’explosion de l'usine AZF de Toulouse, Jean-Marie Arnaudiès publie un article selon lequel la catastrophe d’AZF doit être attribuée à deux explosions survenues en deux espaces industriels distincts, et non à une seule explosion sur le site d’AZF, propriété de Total,,. Il remet au juge d’instruction Perriquet, le 2 décembre 2002, un mémoire intitulé Certitudes sur la catastrophe de Toulouse.

### Ouvrages d'enseignement des mathématiques
- Jacqueline Lelong-Ferrand et Jean-Marie Arnaudiès, Cours de mathématiques - Tome 1, Algèbre, Bordas, 1978
- Jacqueline Lelong-Ferrand et Jean-Marie Arnaudiès, Cours de mathématiques : Algèbre, Volume 1, 3e éd., Dunod, 1998  (ISBN 9782100041800)
- Jacqueline Lelong-Ferrand et Jean-Marie Arnaudiès, Cours de mathématiques : Tome 2: Analyse, Bordas, coll. « Dunod », 1977 (ISBN 978-2-04-003080-3)
- Jacqueline Lelong-Ferrand et Jean-Marie Arnaudiès, Cours de mathématiques : Tome 3:Géométrie et cinématique, Bordas, coll. « Dunod », 1977 (ISBN 978-2-04-003080-3)
- Jacqueline Lelong-Ferrand et Jean-Marie Arnaudiès, Cours de mathématiques - Tome 4, Equations différentielles, intégrales multiples, fonctions holomorphes, Dunod université 514, Bordas, 1974  (ISBN 2040026355),
- Jean-Marie Arnaudiès et Henri Fraysse, Cours de mathématiques - 1 Algèbre, Dunod, 1987  (ISBN 2040164502)
- Jean-Marie Arnaudiès et Henri Fraysse, Cours de mathématiques - 2 Analyse, Dunod, 1988
- Jean-Marie Arnaudiès et Henri Fraysse, Cours de mathématiques - 3, Dunod, 1989
- Jean-Marie Arnaudiès et Henri Fraysse, Cours de mathématiques - 4, Dunod, 1989
- Jean-Marie Arnaudiès et José Bertin, Groupes, algèbres et géométrie, Ellipses, 1993
- Jean-Marie Arnaudiès et José Bertin, Surfaces de Riemann - Équation de Halphen et groupes polyédraux, tome 3 : Groupes, algèbre et géométrie (Ellipses, 2001)  (ISBN 978-2729805180)
- Jean-Marie Arnaudiès, L'Intégrale de Lebesgue sur la droite, Vuibert, 1997
- Jean-Marie Arnaudiès Élimination et théorie de Galois, thèse de doctorat, Université Toulouse 3, 1989.
- Jean-Marie Arnaudiès, Jean-Louis Boursin, Gabrielle Goeringer, Mathématiques Terminales CE, (2 tomes), Éditions Bordas, 1975
- Jean-Marie Arnaudiès, Les cinq polyèdres réguliers de IR³ et leurs groupes avec, en première partie, une étude des déplacements de IR³, Centre de documentation universitaire et S.E.D.E.S. réunis, 1969
- Jean-Marie Arnaudiès, Séries entières, séries de Puiseux, séries de Fourier Éditions Ellipses, Paris, 1999  (ISBN 2-7298-4964-5)
- Jean-Marie Arnaudiès, Équations différentielles, Éditions Ellipses, Paris, 2000  (ISBN 2-7298-0045-X)
- Jean-Marie Arnaudiès et Jean-Denis Eiden, Crédits Méfiez-Vous ! un peu de maths pour comprendre le crédit et en éviter les pièges, Ellipses, 2013